# إريك شولتز-إكلوند
إريك شولتز-إكلوند (بالسويدية: Erik Schultz-Eklund)‏ هو لاعب كرة قدم سويدي في مركز الدفاع، ولد في 14 أغسطس 1990 في أفستا ‏ في السويد. لعب مع نادي فالكيرك.

## وصلات خارجية
- إريك شولتز-إكلوند على موقع قاعدة بيانات كرة القدم.إي يو (الإنجليزية)
- إريك شولتز-إكلوند على موقع Soccerbase.com (لاعب) (الإنجليزية)